# Ілійські уйгури

Ілійський край (карта території Ілійського султанату), місця традиційного розселення ілійських уйгурів

Ілі́йці, кульджи́нці, ілі́йські уйгури (уйг. илилиқлар, ғулҗилиқлар) — велика етнографічна група (юрт) уйгурів. Розмовляють ілійським говором центрального діалекту уйгурської мови. Антропологічно у більшості належать до змішаного південносибірського типу, зустрічаються також представники паміро-ферганського типу європеоїдної раси. Загальна кількість близько 0,9-1,0 млн осіб. Мешкають в Ілійському краї, а також складають більшість поміж уйгурів Центральної Азії (Алматинська область Казахстану та Приіссикулля у Киргизстані), теж розселені по регіону, в м. Урумчі, нащадки ілійських уйгурів є в Саудівській Аравії, Туреччині, США, Австралії та країнах Євросоюзу.

## Відомі ілійці
- Садир Палван
- Шухрат Міталіпов, вчений-генетик
- Валі Ахун Юлдашев, великий підприємець кінця 19 — поч. 20 ст.ст., меценат
- Ахметжан Касимі
- Алахан Султан
- Юсупов Ісмаїл
- Кужам'яров Куддус
- Розибакієв Абдулла
- Ходжам'яров Махмуд, агент НК (учасник операції з ліквідації отамана Дутова)